# Tong Li (Pokerspieler)
Tong Li (* 1961 oder 1962) ist ein chinesischer Unternehmer und Pokerspieler. Er gewann 2022 ein Bracelet beim Pot-Limit Omaha High Roller der World Series of Poker.

## Persönliches
Li stammt aus Shanghai und ist als Unternehmer tätig.

## Pokerkarriere
Li entdeckte Poker in den 2010er-Jahren für sich. Im Jahr 2018 reiste er erstmals zur World Series of Poker (WSOP) nach Paradise am Las Vegas Strip, konnte sich jedoch bei keinem Pokerturnier in den Geldrängen platzieren. Bei seiner dritten WSOP-Teilnahme erreichte er im Juni 2022 seine erste Geldplatzierung bei einem Live-Turnier. Der Chinese setzte sich beim 25.000 US-Dollar teuren Pot-Limit Omaha High Roller gegen 263 andere Spieler durch und sicherte sich den Hauptpreis von knapp 1,5 Millionen US-Dollar sowie ein Bracelet.